# Silveira Martins
Silveira Martins là một đô thị thuộc bang Rio Grande do Sul, Brasil. Đô thị này có diện tích 118,307 km², dân số năm 2007 là 2479 người, mật độ 20,95 người/km².